# Aiguille du Belvédère
L'Aiguille du Belvédère (2.965 m s.l.m.) è la montagna più alta della Catena delle Aiguilles Rouges nelle Prealpi di Savoia. Si trova nel comune di Chamonix-Mont-Blanc (dipartimento Alta Savoia).